# Tradescantia zanonia
Tradescantia zanonia är en himmelsblomsväxtart som först beskrevs av Carl von Linné, och fick sitt nu gällande namn av Olof Swartz. Tradescantia zanonia ingår i släktet båtblommor, och familjen himmelsblomsväxter. Inga underarter finns listade.